# Bernard Begué
Bernard Begué (2 avril 1774 à Bordeaux † 7 avril 1841 à Toulon) est un marin d'Empire français

## Biographie

### La Révolution
Begué embarque à l’âge de 15 ans comme pilotin dans la marine marchande. Jusqu’en mars 1792, il dessert cinq fois la Guadeloupe. À bord du trois mâts Le Bon Accord, il est second lieutenant durant le troisième voyage et lieutenant sur celui d’après.
Il embarque alors sur le trois-mâts L'Anne-Marie avec pour destination la Louisiane entre août 1792 et mai 1793. Sur le corsaire Le citoyen Genêt de 10 canons, en juin, il conduit deux prises (à Baltimore et Philadelphie) dont une lors d’un combat contre deux lettres de marques anglaises. Il passe ensuite sur le corsaire Le Henry, un trois-mâts qui croise au large du Sénégal.
Second capitaine en 1794, il effectue du cabotage pour l'État, la plupart du temps entre Rochefort et Brest. Il se retrouve naufragé avec la flûte Washington sur les Balainneaux le 6 mars 1796 puis est chargé des convois sur la corvette La Princesse Royale.
Promu enseigne de vaisseau, il sert le contre-amiral Dumanoir Le Pelley entre les deux ports à bord du Berwick, un vaisseau de 74 canons, pris aux Anglais l’année précédente. Avec ce chef de division aux ordres de Bouvet, il participe à l’expédition d’Irlande décidée par le général Hoche. Prise dans une tempête, cette tentative d’invasion échoue. La Révolution croisant le Scévola qui coulait bas, il se distingue toutefois lors du sauvetage de l’équipage avec quatre cents hommes en garnison.
Begué ré-embarque à bord de la corvette La Gaieté, en compagnie de Bernard Dubourdieu. La destination est Cayenne. La campagne dure depuis cinq mois lorsque la frégate britannique HMS Arethusa l'intercepte le 23 août 1797. Un violent combat s’engage entre la corvette de vingt canons et la frégate de trente-huit canons. Après deux heures d’une lutte sans merci, La Gaité est contrainte d’amener son pavillon. Une longue captivité en Angleterre s’ensuit.
Libéré fin novembre 1798, il reste près d’un an au port de Rochefort avant de monter sur la frégate L'Africaine qui participe à la campagne de Saint-Domingue. La situation étant catastrophique en Égypte, sa mission est d’y amener des renforts. Lourdement chargée en vivres et munitions, elle transporte quatre cents soldats d’élite aux ordres du général Desfourneaux. Séparée du convoi, elle est prise en chasse. La rapide frégate HMS Phoebe déjà victorieuse de la frégate Nereide (1797) et de la corvette L'Heureux (1800), finit par la rattraper. Elle compte trente-six canons, soit un peu moins que L'Africaine. Plus de 6000 boulets sont tirés ce 22 février 1801. La victoire est clairement anglaise : c’est un massacre parmi la troupe héroïque, restée sur le pont en vue d’abordages, ne disposant plus d’effet de surprise. Les deux capitaines français ainsi que le général sont morts ou hors de combat, l’enseigne de vaisseau Begué est blessé, avec une partie du nez coupé.
Prisonnier de guerre deux mois, capitaine deux années sur La corvette La Réjouie armée en gabare, fait lieutenant de vaisseau, il monte sur L'Armide une frégate de 40 canons tout juste sortie des chantiers.

### L’Empire
L’escadre du contre-amiral Missiessy, dont dépend L’Armide, est chargée de ravitailler, armer les colonies françaises et ravager celle des anglais. Elle quitte Rochefort le 11 mai 1805, affronte une tempête une dizaine de jours dans le golfe de Gascogne et remplit sa mission dans les Iles du Vent (Antilles). Begué commande le débarquement de L’Armide au nord de l’Ile des Roseaux, et lors de la prise de Saint Dominique.
Au sein de l’escadre invisible aux ordres de Zacharie Allemand, il participe à la prise du vaisseau HMS Calcutta de 54 canons le 26 septembre 1805, non loin des îles Scilly.
Anéantie à Trafalgar, la marine impériale ne se sent plus en mesure d’affronter les forces anglaises. Begué sert alors divers navires dans la rade de l’Île-d'Aix. En 1807, il retrouve, sur La Pénélope, Dubourdieu devenu depuis capitaine de frégate. Ils effectuent un périlleux voyage de Bordeaux à Toulon de concert avec La Thémis. Durant cette campagne, ainsi que sur les côtes d’Italie,La Pénélope capture plusieurs corsaires et bâtiments du commerce ennemis. Avec la seconde frégate, ce sont plus de trois cents captifs qui sont ramenés à Toulon.
Il sert le capitaine Infernet dans la rade sur le vaisseau L’Annibal puis Le Donawerth sur lequel assure une grande partie du commandement. Capitaine de frégate, Bégué fait partie de l’escadre de l’amiral Cosmao et voyage entre autres de Toulon à Barcelone avec un convoi, portant des vivres et des munitions. La dépêche ministérielle du 2 septembre 1814 le nomme directeur du port de Rochefort.

### La Restauration
Louis XVIII le conserve dans le corps de la marine en sa qualité et attribution à Rochefort. Avec la corvette de charge, Le Tarn il fait campagne à la Martinique, Saint-Domingue, est missionné à la Nouvelle-Angleterre et en Amérique méridionale. Enfin, Bernard Bégué escorte un convoi des Antilles à Rochefort. À la suite de quoi, en 1823, il est fait capitaine de vaisseau.
Devant rejoindre Brest avec la frégate La Magicienne, il lui est demandé d’informer les bâtiments français qu’il croiserait la proclamation du roi Louis-Philippe. Jusqu’au 23 novembre 1831, il participe à la campagne d'Alger à bord de sa frégate.

## État de service
- Pilotin en 1788
- 2e lieutenant en 1790
- Lieutenant en 1791
- Second capitaine en 1794
- Aspirant de vaisseau le 14 janvier 1795
- Enseigne de vaisseau le 5 mars 1795
- lieutenant de vaisseau le 22 mars 1803
- capitaine de frégate le 13 juin 1808
- capitaine de vaisseau le 16 août 1823
- capitaine de vaisseau 1e classe en 1829

## Décorations
- Chevalier de la Légion d'honneur à compter du 14 juin 1804, le 6 juin 1818
- Chevalier de Saint-Louis le 23 septembre 1814

## Hommage, Honneurs, Mentions
- La Révolution « Il a su se distinguer par son extrême dévouement et son activité » Dumanoir le Pelley
- L’Armide « Je déclare que c’est avec regret que je perd M. Begué, officier estimable, ayant mérité ma confiance, mon estime pendant le temps qu’il a servi sous mon ordre. » Meynne
- Le Jemmapes et L’Ajax « Cet officier a constamment rempli sa tâche avec zèle et distinction, qu’il n’a pas cessé un instant des éloges sous tous rapports » Petit
- « Le contre amiral (…) l’a vu ainsi de 1806 à 1813, et que dans toutes les circonstances, il l’a connu comme bon marin, bon militaire, appliqué à ses devoirs (…) il a l’opinion que le capitaine de frégate Begué mérite, sous tous les rapports de son état, la confiance du gouvernement » Baudin
- L’Annibal et Le Donawert « Monsieur le capitaine de frégate Begué a remplacé ce capitaine (Infernet) dans les fréquents appareillages, les sorties et les mouillages, avec tout le zèle et la capacité possible, qu’il a mérité les témoignages de satisfactions que je lui ai alors donnés » Allemand

## Autre fonction
- Directeur du port de Rochefort 1814-1826